# Bormida (rivière)
Pour les articles homonymes, voir Bormida (homonymie).
La Bormida est une rivière d'Italie en Ligurie et Piémont, affluent du Tanaro et dont la longueur est de 154 km.

## Géographie
Sur ses rives se situent les villes de Bormida et d'Acqui.
Après avoir rejoint le Bormida di Spigno près de Bistagno, la Bormida conflue avec le Tanaro, dont elle est le principal tributaire, au nord-est d'Alessandria.